# Friedrich Hänssler senior
Friedrich Hänssler senior (* 12. Juli 1892 in Plieningen; † 1972 in Neuhausen auf den Fildern) war ein deutscher Verleger und Komponist. Er gründete 1919 den Hänssler Verlag.

## Leben
Friedrich Hänssler wurde in eine Korbmacherfamilie hineingeboren. Sein Vater starb bereits im Jahr 1908, sodass er die Verantwortung für Familie und Geschäft des Vaters übernehmen musste. Auf der Beerdigung seines Vaters hatte Hänssler ein Bekehrungserlebnis. Im Selbststudium beschäftigte er sich mit Allgemeiner Musiklehre und später mit weiteren musiktheoretischen Fächern. Aufgrund eines Herzfehlers musste er nicht als Soldat am Ersten Weltkrieg teilnehmen. 1915 heiratete er Anna Leitenberger, die drei Jahre später an der Spanischen Grippe starb. Ein Jahr später heiratete er die Schwester seiner verstorbenen Frau Friederike Leitenberger. Am 1. April 1919 gründete Friedrich Hänssler den Hänssler Verlag und veröffentlichte dort eigene und fremde Kompositionen. Sehr bekannt wurde sein Chorlied Auf Adelers Flügeln getragen. 1941 wurde der Verlag von den Nationalsozialisten verboten und erst im Jahr 1947 konnte der Verlag offiziell die Arbeit wieder aufnehmen, obwohl die Lizenz bereits zwei Jahre vorher bereitlag. Am 15. August 1950 trat der Sohn Friedrich Hänssler junior als Volontär in den Verlag ein und übernahm ihn 1959.
Friedrich Hänssler senior starb 1972.